# Jan Krechowiecki

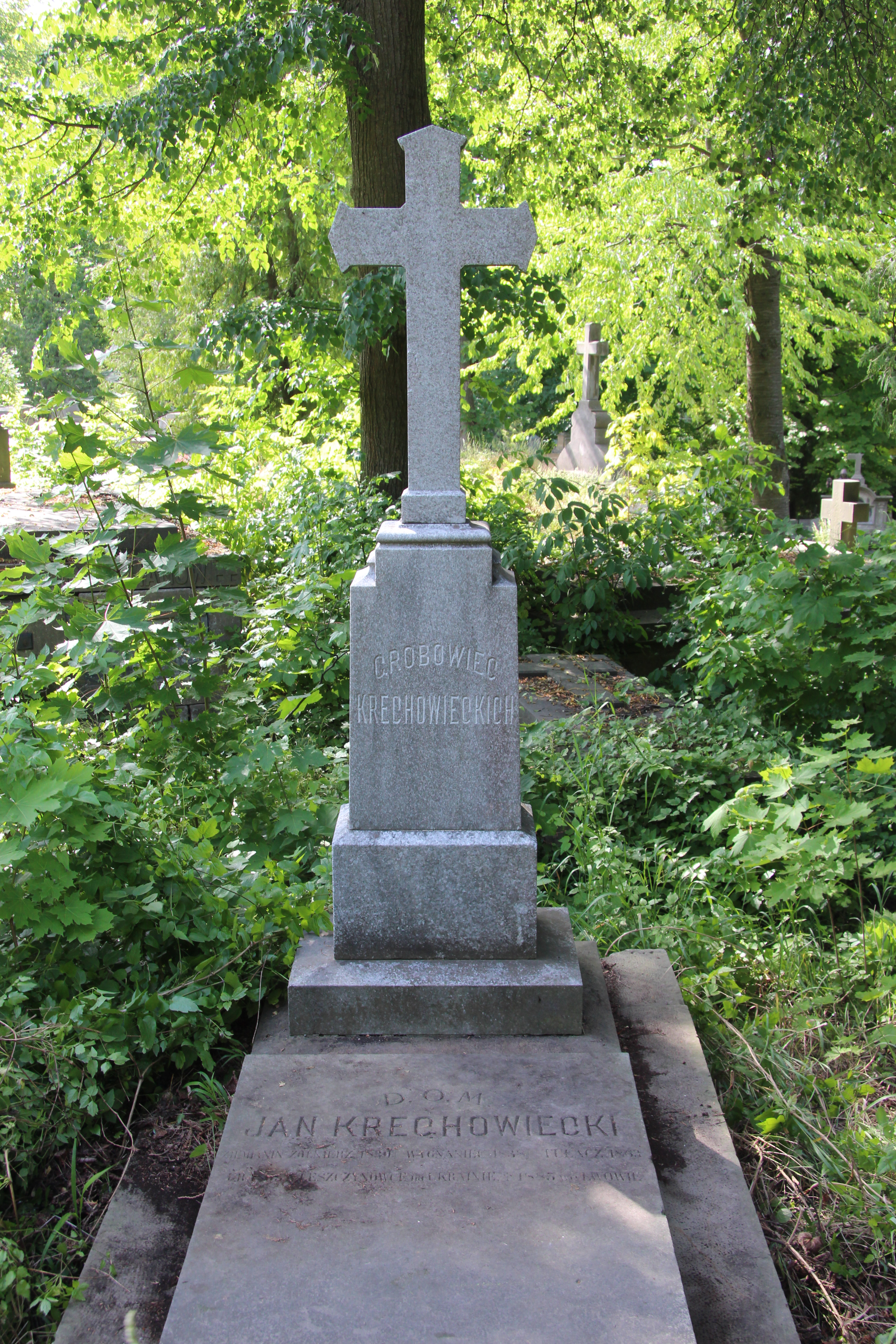
Grób rodzinny Krechowieckich na Cmentarzu Łyczakowskim we Lwowie. Płyta nagrobkowa Jana Krechowieckiego

Jan Chrzciciel Kacper Melchior Baltazar Krechowiecki herbu Sas (ur. 15 stycznia 1805 w Leszczynówce k. Humania, zm. 3 lutego 1885 we Lwowie) – polski działacz niepodległościowy.
Był jednym z organizatorów powstania listopadowego na Ukrainie w latach 1830–1831. Należał m.in. do organizacji spiskowej Stowarzyszenie Ludu Polskiego. Po upadku powstania doszło do dekonspiracji SLP i aresztowania Szymona Konarskiego. Wskutek prowadzonego śledztwa aresztowano także Krechowieckiego i skazano go na twierdzę kijowską, a następnie na zesłanie w głąb Rosji. Podczas powstania styczniowego (1863–1864) pełnił funkcję komisarza Rządu Narodowego w powiecie żytomierskim. Po powstaniu wyemigrował wraz z rodziną do Lwowa.
Pochodził z rodziny ziemiańskiej Krechowieckich herbu Sas. Z małżeństwa z Seweryną Małgorzatą z Przygodzkich herbu Radwan pochodzili m.in. ks. Antoni Krechowiecki, ps. Dr A. Sas (1839–1898) i Adam Krechowiecki (1850–1919). Prywatnie był kolegą szkolnym i przyjacielem poety i rewolucjonisty Seweryna Goszczyńskiego, który gościł w majątku Krechowieckiego – Leszczynówce. Przyjaźnił się także z Józefem Bohdanem Zaleskim.